# Youlia Fedossova
Youlia Fedossova (Novosibirsk 1 juli 1988) is een voormalig tennisspeelster uit Frankrijk. Toen zij drie jaar oud was verhuisde zij van Rusland naar Frankrijk, omdat haar moeder op hoog niveau volleybal speelde. Zij begon op achtjarige leeftijd met het spelen van tennis. Haar favoriete ondergrond is hardcourt. Zij speelt rechtshandig en heeft een tweehandige backhand. In 2002 speelde zij haar eerste ITF-toernooi in Poitiers (Frankrijk). In 2005 speelde zij voor het eerst op een grandslamtoernooi; op Roland Garros had zij zowel voor het enkelspel als in het dubbelspel een wildcard gekregen.

## Resultaten grandslamtoernooien
| Legenda | Legenda                          |
| ------- | -------------------------------- |
| g.t.    | geen toernooi gehouden           |
| l.c.    | lagere categorie                 |
| –       | niet deelgenomen                 |
| G       | uitgeschakeld in de groepsfase   |
| 1R      | uitgeschakeld in de eerste ronde |
| 2R      | uitgeschakeld in de tweede ronde |
| 3R      | uitgeschakeld in de derde ronde  |
| 4R      | uitgeschakeld in de vierde ronde |
| KF      | uitgeschakeld in de kwartfinale  |
| HF      | uitgeschakeld in de halve finale |
| F       | de finale verloren               |
| W       | het toernooi gewonnen            |
| w-v     | winst/verlies-balans             |

### Enkelspel
| Toernooi        | 2005 | 2006 | 2007 | 2008 |
| --------------- | ---- | ---- | ---- | ---- |
| Australian Open | –    | –    | 2R   | –    |
| Roland Garros   | 1R   | 1R   | 1R   | 1R   |
| Wimbledon       | –    | –    | –    | –    |
| US Open         | –    | 2R   | –    | –    |

### Vrouwendubbelspel
| Toernooi        | 2005 | 2006 | 2007 | 2008 |    | 2010 |
| --------------- | ---- | ---- | ---- | ---- | -- | ---- |
| Australian Open | –    | –    | –    | –    | –  |      |
| Roland Garros   | 1R   | 1R   | 1R   | 1R   | 1R |      |
| Wimbledon       | –    | –    | –    | –    | –  |      |
| US Open         | –    | –    | –    | –    | –  |      |